# Myzus cornutus
Myzus cornutus är en insektsart. Myzus cornutus ingår i släktet Myzus och familjen långrörsbladlöss. Inga underarter finns listade i Catalogue of Life.